# Laura Greene

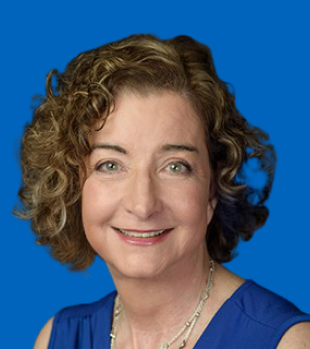
Laura Greene, 2021

Laura H. Greene (* 12. Juni 1952 in Cleveland, Ohio) ist eine US-amerikanische Physikerin.
Laura Greene studierte an der Ohio State University mit dem Bachelor-Abschluss 1974 (danach war sie 1974/75 bei Hughes Aircraft) und dem Master-Abschluss 1978 und an der Cornell University, mit einem Master-Abschluss in Experimentalphysik 1980 und der Promotion in Festkörperphysik 1984. Danach war sie bei den Bell Labs sowie danach bei Bellcore in Red Bank (New Jersey) und ab 1985 Mitglied des Technical Staff. 1992 wurde sie Professorin für Physik an der University of Illinois at Urbana-Champaign. Sie lehrte an der Florida State University und ist leitende Wissenschaftlerin des dortigen National High Magnetic Field Laboratory.
Seit den Pioniertagen der Hochtemperatursupraleiter war sie an deren Erforschung beteiligt. Allgemein befasst sie sich mit stark korrelierten elektronischen Systemen der Festkörperphysik und ungewöhnlichen Supraleitern.
Sie war mit Russell W. Giannetta verheiratet, mit dem sie zwei Söhne hat, und ist mit dem Pianisten Ian Hobson verheiratet.
Greene ist Fellow der American Academy of Arts and Sciences (1997), Mitglied der National Academy of Sciences (2006) und Fellow der American Association for the Advancement of Science. 1993 wurde sie Fellow der American Physical Society (APS). 1994 erhielt sie den Maria Goeppert-Mayer Award der APS und 1998 den Ernest-Orlando-Lawrence-Preis des US-Energieministeriums. 2017 war sie Präsidentin der APS. Für 2024 wurde ihr die Oersted Medal zugesprochen.
Sie war Herausgeberin der Reports on the Progress of Physics.